# Cavallette (film)
Cavallette è un cortometraggio animato italiano scritto e diretto da Bruno Bozzetto che racconta la storia della civiltà umana, concentrandosi sulla sua predilezione per la guerra. Venne candidato all'Oscar al miglior cortometraggio d'animazione nel 1991, ma perse a scapito di Interviste mai viste della Aardman.

## Stile
Ogni pezzo di storia è presentato come una semplice vignetta, solitamente raffigurante pochi personaggi disegnati in modo semplice che discutono e guerreggiano. In genere, una singola figura è designata a rappresentare un intero gruppo o civiltà.
È priva di dialoghi, infatti la maggior parte del corto è accompagnato da una vivace colonna sonora suonata al pianoforte, che cambia spesso stile per adattarsi alla particolare epoca storica. Tuttavia, la partitura si basa su un unico tema, che è " Humoresque No. 7 " di Antonín Dvořák, fungendo la Leitmotiv del film a cui si fa frequentemente riferimento durante gli intermezzi tra le varie vignette.

## Trama
Nel corso di 9 minuti, il film mostra i seguenti periodi storici:
- La scoperta del fuoco e lo sviluppo di strumenti e armi che l'Homo Sapiens utilizza per eliminare la minaccia rappresentata dai Neanderthal, più grandi ma meno intelligenti;
- Antico Egitto: un adoratore degli animali si scontra con un adoratore del sole;
- Una tragedia ambientata nell'antica Grecia, in cui una ballerina e un musicista si innamorano e vengono uccisi da un re, che viene poi attaccato e sconfitto dall'Impero Romano;
- L'Impero romano è rappresentato da una singola figura che invia ripetutamente truppe a saccheggiare le popolazioni residenti ai margini dell'impero, finché alla fine queste arrivano a Roma per sconfiggere l'Impero. È presente un'allusione alla nascita di Gesù Cristo, che distrae le parti in conflitto solo per un intervallo di breve durata;
- La continua lotta per la supremazia tra le monarchie dell'Europa occidentale medievale (inclusa un'allusione a Giovanna d'Arco);
- L'ascesa dell'Islam, che portò infine alle Crociate;
- L'assedio della Cina da parte di Gengis Khan e la costruzione della Grande Muraglia;
- La conquista spagnola delle Americhe;
- La Rivoluzione francese;
- Le guerre anglo-francesi, in particolare quelle della prima e della seconda coalizione;
- La Rivoluzione Americana;
- Le guerre napoleoniche, in particolare la campagna di Russia;
- L'espulsione sistematica dei nativi americani da parte degli Stati Uniti;
- Seconda guerra mondiale e Germania nazista, che porta all'era atomica, simboleggiato da un lampo bianco brillante fuori dallo schermo vaporizza i nazisti che marciano al passo dell'oca (anche se non si tratta di un evento realmente successo è una metafora simboleggiante la fine della guerra ad opera della bomba atomica);
- Dagli ultimi anni fino ai giorni nostri (1990, anno del cortometraggio), che comprendono la Guerra Fredda, la Guerra del Vietnam e/o quella di Corea, e le continue guerre e scontri, in particolare in medio oriente, che si verificano ancora oggi tra tutte le nazioni, le organizzazioni e gli individui.

Con il passare dei secoli e dei decenni, il ritmo dell'animazione diventa progressivamente più veloce e frenetico a simboleggiare il continuo progresso tecnologico portatore di maggiore distruzione.
All'inizio e alla fine del cortometraggio e, occasionalmente, tra una vignetta e l'altra, si abbandonano momentaneamente le lotte dell'umanità per concentrarsi brevemente su un'inquadratura di erba che cresce e insetti che ronzano sulle rovine di precedenti battaglie. Nell'inquadratura finale, la telecamera si avvicina ulteriormente all'erba per consentirci di intravedere due cavallette che si accoppiano felicemente.

## Riconoscimenti
- 1991 – Premio Oscar
  - Candidato al miglior cortometraggio d'animazione
- Ottawa International Animation Festival
  - Premio speciale della giuria